# Huargulus chinensis
Huargulus chinensis is een visluizensoort uit de familie van de Argulidae. De wetenschappelijke naam van de soort is voor het eerst geldig gepubliceerd in 1938 door Yü.